# Grigorij Rapoport
Grigorij Jakowlewicz Rapoport (ros. Григо́рий Я́ковлевич Рапопо́рт, ur. 1890 w Hłusku, zm. 9 lutego 1938) – funkcjonariusz radzieckich służb specjalnych, komisarz bezpieczeństwa państwowego 3 rangi.

## Życiorys
Syn żydowskiego handlowca, wydalony ze szkoły za protest przeciwko karom fizycznym, później brał lekcje u prywatnego nauczyciela. W latach 1904–1905 członek partii Poalej Syjon, w 1905 w obawie przed aresztowaniem wyjechał do Nowego Jorku, gdzie pracował w sklepach i fabryce, w lipcu 1910 wrócił do Hłuska. 1913 aresztowany i skazany na 3 miesiące, od maja 1918 komisarz Czeki, od września 1918 w RKP(b), 1919-1920 śledczy Czeki, zastępca kierownika, a od 1920 do maja 1921 szef Wydziału Śledczego Moskiewskiej Czeki, od 23 maja do listopada 1921 zastępca szefa moskiewskiej okręgowej transportowej Czeki, od listopada 1921 do marca 1922 zastępca szefa piotrogrodzkiej okręgowej transportowej Czeki. W 1927 szef Wydziału Ekonomicznego Pełnomocnego Przedstawicielstwa OGPU Leningradzkiego Okręgu Wojskowego. Od 26 kwietnia 1928 do grudnia 1929 pełnomocny przedstawiciel OGPU Krymu, od 8 stycznia 1930 do 20 marca 1931 pełnomocny przedstawiciel OGPU Białoruskiego Okręgu Wojskowego i przewodniczący GPU Białoruskiej SRR, równocześnie od stycznia do grudnia 1930 ludowy komisarz spraw wewnętrznych Białoruskiej SRR, od 20 marca 1931 do 25 lipca 1933 pełnomocny przedstawiciel OGPU Uralu. Od 5 stycznia do 10 lipca 1934 pełnomocny przedstawiciel OGPU Kraju Stalingradzkiego (obecnie obwód wołgogradzki), od 15 lipca 1934 do 15 lipca 1936 szef Zarządu NKWD Kraju Stalingradzkiego, następnie zwolniony z NKWD. Pracował w Ludowym Komisariacie Przemysłu Spożywczego ZSRR. Odznaczony Odznaką "Honorowy Funkcjonariusz Czeki/GPU (V)" i Odznaką "Honorowy Funkcjonariusz Czeki/GPU (XV)" (20 grudnia 1932).
W 1937 aresztowany, 9 lutego 1938 skazany na śmierć przez Wojskowe Kolegium Sądu Najwyższego ZSRR i rozstrzelany. 22 września 1956 pośmiertnie zrehabilitowany.